# 中华人民共和国安全生产法
中华人民共和国安全生产法是中華人民共和國一部有關生產安全的法律，於2002年制定，之後在2009年、2014年、2021年經歷3次修改。